# Cross (court métrage)
Pour les articles homonymes, voir Cross.
Pour plus de détails, voir Fiche technique et Distribution.
Cross (ukrainien : Крос) est un film français réalisé par Maryna Vroda, sorti en 2011.

## Synopsis
L'histoire d'un garçon qui court : forcé, volontaire et de manière comtemplative.

## Fiche technique
- Titre : Cross
- Réalisation : Maryna Vroda
- Scénario : Maryna Vroda
- Photographie : Volodymyr Ivanov
- Montage : Roman Bondarchuk et Thomas Marchand
- Société de production : Les 3 Lignes
- Pays :  Ukraine et  France
- Durée : 15 minutes
- Dates de sortie : 
  - France : 21 mai 2011 (festival de Cannes)

## Distribution
- Egor Agarkov

## Distinctions
Le film a reçu la Palme d'or du court métrage lors du Festival de Cannes 2011.